# Steel Riders
Steel Riders é uma série televisiva de 1987, produzida pela Television New Zealand, realizada por Wayne Tourell e com argumento de Ken Catran; a série narra as aventuras de um grupo de crianças, envolvendo bicicletas BMX e um roubo de esmeraldas.

## Enredo
Dois irmãos, Sandra (Josie Vendramini) e Mike Mitchell (Fraser Stephen-Smith), acabados de se mudar para a cidade, ficam acidentalmente com o produto de um roubo de jóias, enquanto o seu pai Brian (Peter McCauley) é acusado do crime. Assim, com a ajuda de um hacker e de líder de um grupo de praticantes de BMX, vão ter que limpar o nome do pai e ao mesmo tempo escapar a um misteriosos motociclista, The Spook (Phil Thorogood), que os persegue.

## Elenco
- Fraser Stephen-Smith como Mike Mitchell
- Josie Vendramini como Sandra Mitchell
- Peter McCauley como Brian Mitchell
- Phil Thorogood como The Spook
- Neha Belton como Gary Hohepa[6]

## Distribuição como longa-metragem
Uma versão de Steel Riders, editada para o formato de um filme, foi lançada em vídeo no mercado norte-americano, com a designação de Young Detectives on Wheels, com a duração de 107 minutos.